# 東新橋 (東京都港區)
東新橋（日语：／ Higashi-shimbashi */?）是東京都港區的地名。現行行政地名為東新橋一丁目與東新橋二丁目。為住居表示實施區域。
郵遞區號是105-0021。

## 地理
東新橋位於芝地域東部，緊鄰中央區（銀座、濱離宮庭園）。

## 歷史
大部分町域過去被稱作汐留、芝汐留。2000年代前半起進行大規模再開發，高樓林立，現稱為汐留SIO-SITE。現在的東新橋是1965年（昭和40年）實施住居表示，以芝汐留為中心成立的新町。

### 地名由來
1965年住居表示實施時，本地區捨棄「汐留」，採用位於新橋東側的地理位置作為新町町名。

## 設施
企業
- 電通 - 本社所在地
- 日本電視放送網 - 本社所在地
- 共同通信社 - 本社所在地、汐留媒體塔内
- 全日本空輸 - 本社所在地、汐留城市中心内
- 日本通運 - 本社所在地
- 三井化學 - 本社所在地、汐留城市中心内
- 讀賣電視放送 - 東京支社、日本電視塔内
- 松下電工 - 東京本社、Panasonic生活館
- 軟體銀行 - 本社所在地、東京汐留大廈内

觀光地
- 汐留SIO-SITE
- 汐留城市中心
- 電通四季劇場［海］
- 東京Panasonic生活館
- 東京公園飯店
- 三井花園飯店汐留義大利街
- 養樂多大會堂
- 皇家公園汐留塔
- 東京港麗酒店

遺址
- 舊新橋停車場

## 交通

### 鐵路
- 都營地下鐵大江戶線○汐留站
- 新交通百合鷗號■汐留站
- 都營地下鐵淺草線○新橋站 - 設有出入口。（所在地：新橋）
- 新交通百合鷗號■新橋站

### 巴士
- 都營巴士都06 新橋五丁目 / 新橋六丁目（澀谷站前行）- 新橋站前行設於新橋。
- 都營巴士橋86 新橋五丁目（目黑站前行）- 新橋站前行設於新橋。

### 道路
- 東京都道481號新橋日之出埠頭線

## 備註
1. ↑  .   [2013-08-08]. （原始内容存档于2014-01-06）.

## 相關項目
- 新橋
- 芝區